# 達什米納烏帕齊拉
達茨米納乌帕齐拉是孟加拉国博杜阿卡利縣的一个乌帕齐拉，位於巴里薩爾专区的博杜阿卡利縣。。

## 人口
據1991年孟加拉國人口普查，達茨米納共有戶數19,863戶，人口106539人。其中男性佔比49.50%，女性佔比50.50%；成年人口52,137人。該地7歲以上人口之平均識字率為29.5%。